# كنيسة القديس نقولا (إلانسكايا)
كنيسة القديس نقولا (بالروسية: Церковь Николая Чудотворца)، نسبة إلى القديس نقولا، هي كنيسة روسية أرثوذكسية تقع في قرية إلانسكايا، بمقاطعة شولوخوفسكي، روستوف أوبلاست، روسيا، بدأ تأسيسها سنة 1730، واكتمل سنة 1826.

## تاريخ
بُنيت كنيسة خشبية صغيرة سنة 1730، ومع مرور الوقت، لم تعد الكنيسة الخشبية الصغيرة قادرة على استيعاب جميع الرعية. لذلك تقرر بناء كنيسة حجرية جديدة. بدأ بناء المبنى في عام 1823 تكريما للانتصار على نابليون في عام 1812، وانتهى في عام 1826. وقد بنيت وفق مشروع المهندس المعماري «إيفان ستاروف» على النمط الكلاسيكي.

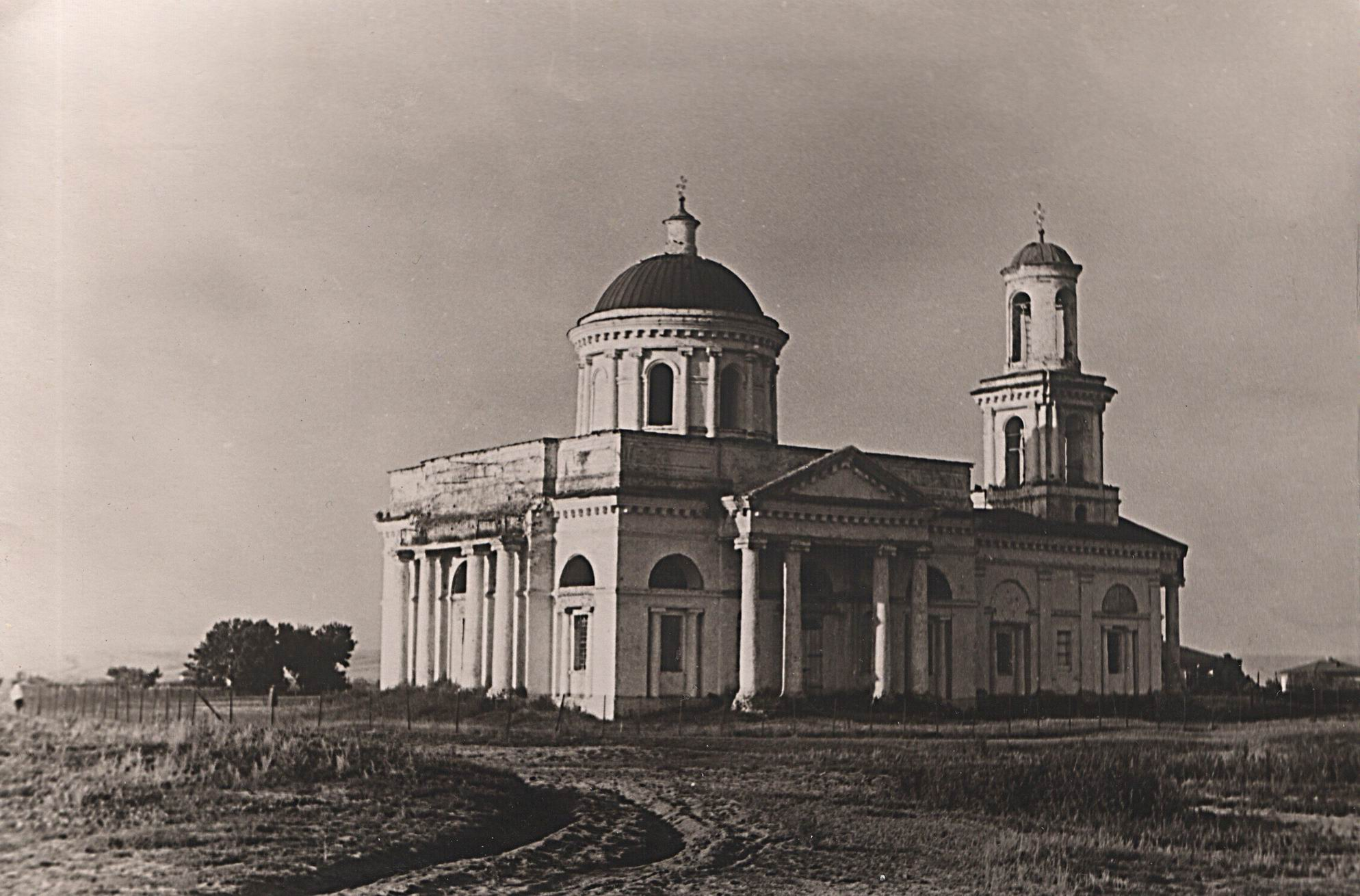
الكنيسة في عشرينيات القرن الماضي

في ثلاثينيات القرن الماضي، تم تدمير الكنيسة وأغلقت. وتم استخدام مبنى الكنيسة مستودعا للحبوب. وقد اعتقل الكاهن الأب أثناسيوس (Athanasius)، وظلّ مصيره مجهولا.
في التسعينات، تم تجديد الكنيسة من أموال السكان المحليين. واليوم يوجد متحف بالكنيسة.